# Chrysoplectrum pervivax
Chrysoplectrum pervivax is een vlinder uit de familie van de dikkopjes (Hesperiidae). De wetenschappelijke naam van de soort is voor het eerst geldig gepubliceerd in 1819 door Jacob Hübner.